# Alois Hans Schram

Alois Hans Schram

Alois Hans Schram (auch Schramm; * 20. August 1864 in Wien; † 8. April 1919 ebenda) war ein österreichischer Porträt-, Historien- und Dekorationsmaler.

## Leben
Schram studierte von 1879 bis 1888 Malerei an der Akademie der bildenden Künste Wien bei Carl Wurzinger, Hans Makart und Josef Mathias Trenkwald. Er erhielt den Füger-Preis in Gold für eine Komposition (1881), den Spezialschulpreis (1887 für das Historienbild Bianca Capello) sowie das Staatspreisstipendium (1890/1891) für einen Studienaufenthalt in Rom. Nach dem Studium war er in Wien als Porträt- und Dekorationsmaler tätig. In den 1890er Jahren besuchte er viele europäische und vorderasiatische Staaten. Im Zeitraum von 1909 bis 1911 schuf er allegorische Friese im Wiener Parlament sowie 1915 ein Deckengemälde im Festsaal der Hofburg. Schram war Mitglied der Genossenschaft bildender Künstler (Künstlerhaus).

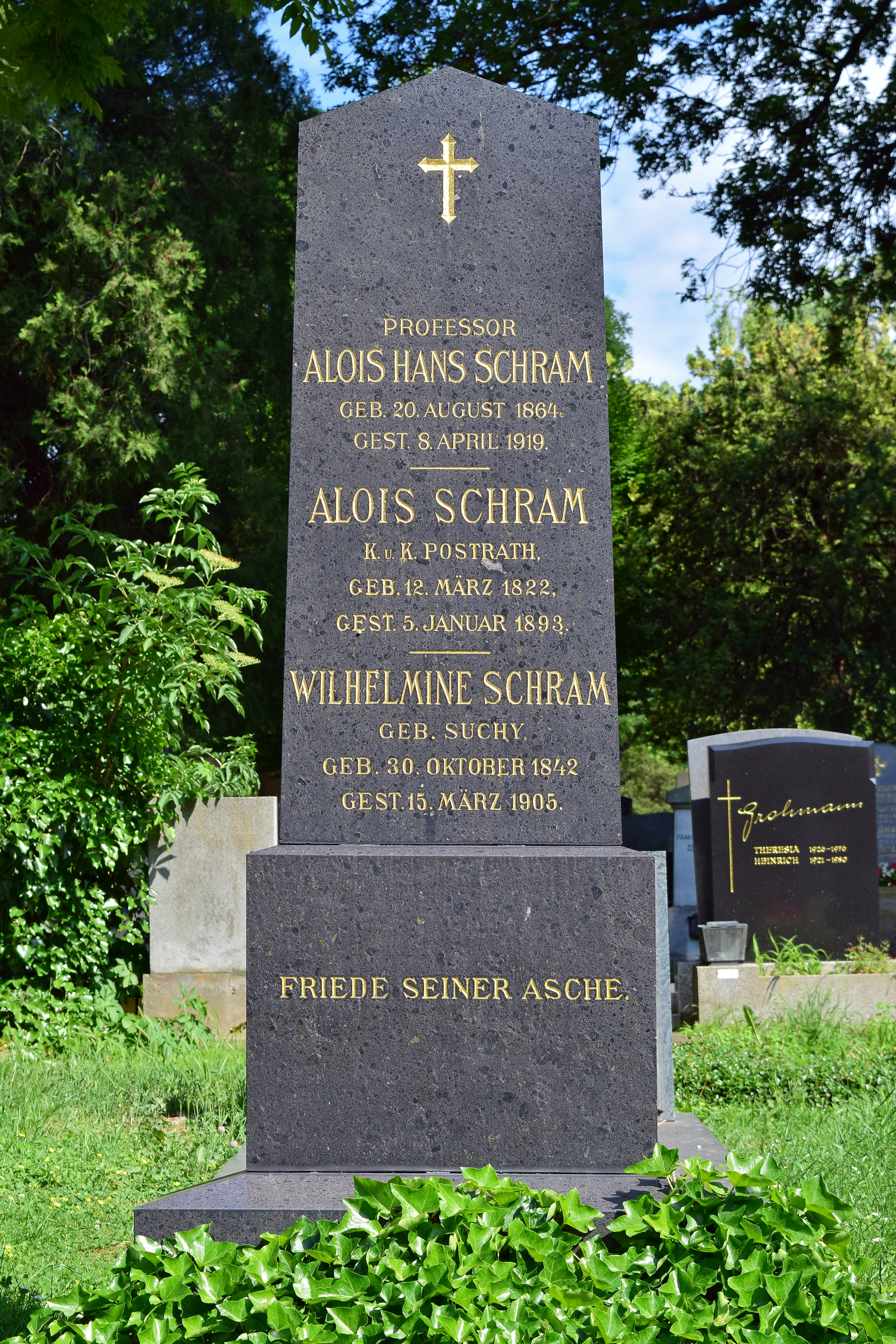
Grab von Alois Hans Schram

Er starb in Wien und wurde auf dem Wiener Zentralfriedhof, Grab Gruppe 46E-2-17, bestattet.

## Werke (Auswahl)
- 1885: Porträt des Fürsten Friedrich Liechtenstein, General der Kavallerie
- 1886: Porträt des Prinzen Georg von Preussen
- 1888: Mittagsruhe
- 1889: Maximilian L, aus der Schlacht bei Guinegate in Artois 1479 nach Gent zurückkehrend am Rathause von seiner Gemahlin und seinem Erstgeborenen, Philipp dem Schönen begrüsst
- 1895: Nach dem Gewitter. Kirche mit Friedhof; auf dem einige Leidtragende. Abb. ulltiiikr. Welt*' 1895
- 1895: Porträt der Kaiserin Maria Theresia für das Palais des Ministerpräsidiums in Wien

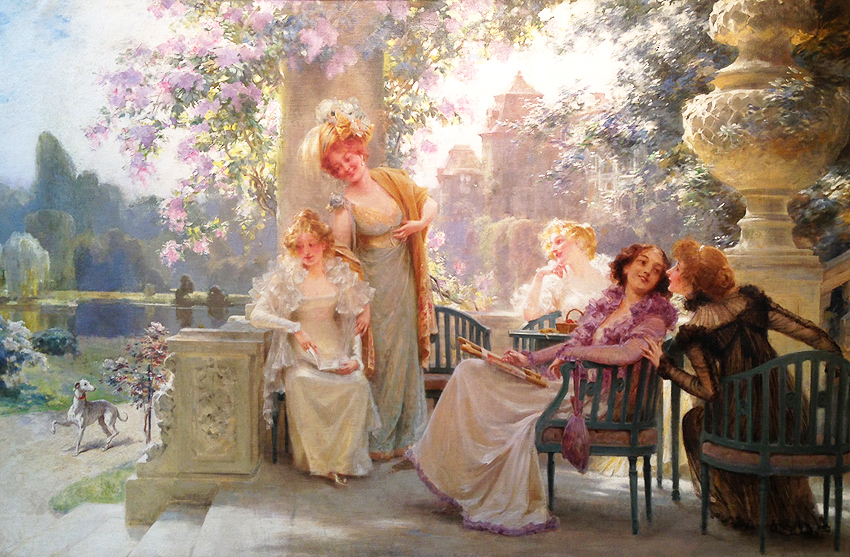
Frühling mit Freundinnen, 1890

- 1897: Markt in Ragusa